# Podosferikos Omilos Ksilotimwu 2006
Podosferikos Omilos Ksilotimwu 2006 (nowogr. Ποδοσφαιρικός Όμιλος Ξυλοτύμβου 2006; w skrócie P.O. Ksilotimwu 2006) – cypryjski klub piłkarski, mający swoją siedzibę w Ksilotimwu.

## Historia
P.O. Ksilotimwu 2006 został założony 10 lipca 2006. W sezonie 2006/2007 występował w regionalnej lidze, z której awansował do Protathlima D’ Kategorias.  W sezonie 2007/2008 udało im się utrzymać. W sezonie 2011/2012 zajęli 4. pozycję w lidze i wzięli udział w barażach z 12 zespołem Protathlima G’ Kategorias – Achironasem Liopetri. W regulaminowym czasie gry padł wynik 2:2, jednak po karnych awansowała drużyna Achironasu. Do Protathlima G’ Kategorias awansowali w sezonie 2014/2015, zajmując drugie miejsce. Już dwa lata później wygrali ligę i zyskali promocję do Protathlima B’ Kategorias, z której spadli już po sezonie. Po roku ponownie wrócili na zaplecze cypryjskiej ekstraklasy. Grali w niej do sezonu 2023/2024, w którym zajęli ostatnie 16. miejsce, spadając tym samym do Protathlima G’ Kategorias.

## Występy ligowe
| Sezon   | Liga                      | Pozycja | Punkty | Bramki | Uwagi                                                            |
| ------- | ------------------------- | ------- | ------ | ------ | ---------------------------------------------------------------- |
| 2006/07 | Liga regionalna           | ?       | ?      | ?      | awans                                                            |
| 2007/08 | Protathlima D’ Kategorias | 11      | 33     | 39:43  |                                                                  |
| 2008/09 | Protathlima D’ Kategorias | 4       | 44     | 58:37  |                                                                  |
| 2009/10 | Protathlima D’ Kategorias | 11      | 36     | 41:49  |                                                                  |
| 2010/11 | Protathlima D’ Kategorias | 6       | 38     | 42:37  |                                                                  |
| 2011/12 | Protathlima D’ Kategorias | 4       | 46     | 41:22  | Przegrana w barażch o Protathlima G’ Kategorias                  |
| 2012/13 | Protathlima D’ Kategorias | 11      | 38     | 33:31  |                                                                  |
| 2013/14 | Protathlima D’ Kategorias | 7       | 42     | 44:39  |                                                                  |
| 2014/15 | Protathlima D’ Kategorias | 2       | 55     | 63:21  | awans                                                            |
| 2015/16 | Protathlima G’ Kategorias | 7       | 44     | 36:43  |                                                                  |
| 2016/17 | Protathlima G’ Kategorias | 1       | 70     | 54:22  | awans                                                            |
| 2017/18 | Protathlima B’ Kategorias | 12      | 26     | 29:44  | spadek                                                           |
| 2018/19 | Protathlima G’ Kategorias | 4       | 52     | 39:25  | awans                                                            |
| 2019/20 | Protathlima B’ Kategorias | 4       | 18     | 22:28  | Osiągnięte 4 miejsce dotyczy grupy spadkowej, nie tabeli ligowej |
| 2020/21 | Protathlima B’ Kategorias | 12      | 41     | 42:45  |                                                                  |
| 2021/22 | Protathlima B’ Kategorias | 8       | 38     | 39:42  |                                                                  |
| 2022/23 | Protathlima B’ Kategorias | 9       | 39     | 23:11  | Osiągnięte 9 miejsce dotyczy grupy spadkowej, nie tabeli ligowej |
| 2023/24 | Protathlima B’ Kategorias | 16      | 14     | 12:33  | spadek                                                           |
| 2024/25 | Protathlima G’ Kategorias | –       | –      | –      |                                                                  |

Źródło:RSSSF
| Oznaczenie kolorami |
| ------------------- |
| I poziom ligowy     |
| II poziom ligowy    |
| III poziom ligowy   |
| IV poziom ligowy    |
| Niższe ligi         |

## Skład
Stan na 22 września 2023
| Nr | Poz. | Piłkarz                                         |
| -- | ---- | ----------------------------------------------- |
| 2  | OB   | Angelos Siatas                                  |
| 3  | OB   | Christos Efstadiu                               |
| 4  | OB   | Christos Mitsis                                 |
| 5  | PO   | Santiago Spelzini                               |
| 7  | NA   | Andreas Papadopoulos                            |
| 8  | PO   | Ihor Chudobjak                                  |
| 9  | NA   | Jewhen Budnik                                   |
| 10 | PO   | Lawrence Panda                                  |
| 11 | NA   | Jérémie Luvovadio                               |
| 12 | OB   | Lorenzo Ciccone (wypożyczony z Doksy Katokopia) |
| 17 | NA   | Olivier Mpembele                                |
| 21 | PO   | Andreas Sofokleus                               |
| 27 | NA   | Filipos Papouis                                 |
| 29 | PO   | Paraskewas Moisos                               |

| Nr | Poz. | Piłkarz                                                 |
| -- | ---- | ------------------------------------------------------- |
| 33 | BR   | Alexander Kawaliewskij                                  |
| 40 | BR   | Adam Kovac                                              |
| 45 | OB   | Konstandinos Kyriaku                                    |
| 56 | NA   | Sotiris Agriru                                          |
| 77 | NA   | Ibrahim Wason                                           |
| 99 | NA   | Andreas Anastasiu (wypożyczony z Anorthosisu Famagusta) |
|    | OB   | Aristeu Campanati                                       |
|    | OB   | Guilherme Cristóvão                                     |
|    | OB   | Matheus Dantas                                          |
|    | PO   | Marvin Byll                                             |
|    | PO   | Daniel Christofi                                        |
|    | PO   | Antonis Mitas                                           |
|    | PO   | Michail Music                                           |
|    | NA   | André Magno                                             |

## Stadion
P.O. Ksilotimwu 2006 rozgrywa swoje mecze na Stadionie Wspólnoty Ksilotimwu.

## Sukcesy
- Protathlima G’ Kategorias (1x): 2016/2017